# Jinnah (film)
Pour le personnage historique, voir Jinnah.
Pour plus de détails, voir Fiche technique et Distribution.
Jinnah est un film biographique pakistano-britannique réalisé par Jamil Dehlavi (en) et sorti en 1998. Il retrace la vie de Muhammad Ali Jinnah pendant la partition des Indes et la fondation du Pakistan.

## Fiche technique
Sauf indication contraire, les informations mentionnées dans cette section peuvent être confirmées par la base de données cinématographiques IMDb,  présente dans la section « Liens externes ».
- Titre original : Jinnah
- Réalisation : Jamil Dehlavi (en)
- Scénario : Akbar Ahmed (en), Jamil Dehlavi (en)
- Photographie : Nicholas D. Knowland
- Montage : Robert M. Reitano, Paul Hodgson
- Musique : Nigel Clarke, Michael Csányi-Wills
- Production : Jamil Dehlavi (en)
- Société de production : Dehlavi Films, Petra Film, The Quaid Project
- Pays de production :  Royaume-Uni -  Pakistan
- Langue de tournage : anglais, ourdou
- Format : Couleurs - 2,35:1 - Son Dolby Surround - 35 mm
- Durée : 110 minutes (1h50)
- Genre : Biographie
- Dates de sortie :
  - Canada : 2 septembre 1998
  - Royaume-Uni : 7 novembre 1998

## Distribution
- Christopher Lee : Muhammad Ali Jinnah
- Shashi Kapoor : Narrateur
- James Fox : Lord Louis Mountbatten
- Maria Aitken : Edwina Mountbatten
- Richard Lintern : Muhammad Ali Jinnah, jeune
- Shireen Shah : Fatima Jinnah
- Indira Varma : Rattanbai Jinnah dit « Ruttie »
- Robert Ashby : Jawaharlal Nehru
- Sam Dastor : Mahatma Gandhi
- Shakeel : Liaquat Ali Khan

## Polémiques
Le fait que Lee ait joué dans des films d'épouvante et de vampires avant d'incarner Jinnah a provoqué des polémiques au Pakistan à la sortie du film.